# Осада Эстергома
Осада Эстергома (венг. Esztergom ostroma) — одно из сражений австро-турецкой войны (1540—1547), произошедшее в период с 25 июля по 10 августа 1543 года. Османская армия во главе с султаном Сулейманом Великолепным осадила находившийся под контролем Священной Римской Империи Эстергом и спустя две недели захватила его. 

## Предыстория
20 июля 1540 года в возрасте 53 лет умер король Восточно-Венгерского королевства Янош I Запойяи. После его смерти между Габсбургами и Османской империей начинается вооруженный конфликт. В ноябре 1540 австрийский эрцгерцог Фердинанд направил в Венгрию армию, которая неудачно осаждала Буду, затем заняла Пешт, Вац, Вышеград и Секешфехервар. 23 июня 1541 года Сулейман выступил в свой пятый венгерский поход и, заняв венгерские города Буду и Пешт, установил контроль над центральной Венгрией. В свою очередь, в сентябре-октябре 1542 года Фердинанд попытался отвоевать Пешт, но потерпел неудачу. 
В ответ на это 23 апреля 1543 года султан Сулейман Великолепный во главе 200-тысячной армии выступил в шестой поход на Венгрию. Эту армию сопровождала флотилия из 370 кораблей под командованием Али-бега и Синан-паши. В ходе этой кампании турки 23 июня взяли Вальпо, в июле — Фюнфкирхен (Печ) и Шиклош и подошли к Эстергому. Крепость обороняли около 1600–1800 наёмников-пехотинцев при 40 или более орудиях, бывших под командованием испанца Франсиско Саламанки.

## Ход осады
24 июля османский авангард стал лагерем перед Эстергомом. 26 июля к крепости прибыл султан с основными силами и татарами, и была установлена неполная блокада. От гарнизона потребовали сдачи и получили отказ. Начались осадные работы, и стали устраивать батареи на горе святого Фомы. Османы привезли к крепости около 200 горняков из золотых рудников, чтобы провести подкоп в слабом месте, у монастыря капуцинов. 29 июля к Эстергому прибыл османский речной флот и была установлена полная блокада. 30 июля пришли первые 4 транспорта с осадными орудиями, и утром 31 июля по замку открыли огонь батареи. К вечеру этого дня в стенах появились первые большие проломы. К вечеру 1 августа по замку со всех сторон уже стреляли 53 орудия тяжёлых и средних калибров. 
Обстрел укреплений замка продолжался до 5 августа и вызвал много проломов в стенах. 6 августа начался генеральный штурм. Турки трижды атаковали, но безуспешно. Всю ночь и на следующий день османы продолжили артиллерийский обстрел. Утром 8 августа османы пошли на новый штурм. В результате боя была захвачена водонапорная башня, и защитники, потерявшие около трети своих бойцов, были лишены воды. Через перебежчиков турками снова была предложена сдача крепости, и 9 августа в османский лагерь тайно прибыл Саламанка и договорился о сдаче под свободный выход гарнизона. 10 августа султан торжественно въехал в Эстергом.
Спустя 5 лет по Адрианапольскому договору 1547 года Фердинанд I Австрийский признает Эстергом и прочие оккупированные города за Османской империей.